# Quentin Bataillon
Pour les articles homonymes, voir Bataillon (homonymie).
Quentin Bataillon, né le 9 septembre 1993 à Feurs (Loire), est un homme politique français, membre de Renaissance. Il est député de la première circonscription de la Loire entre 2022 et 2024.

## Biographie

### Jeunesse et formation
Quentin Bataillon a fait des études de communication et est diplômé de l'École française des attachés de presse (EFAP) en 2015.

### Carrière et parcours politique
Quentin Bataillon entre très tôt en politique, devenant à 17 ans directeur de campagne d'Henri Nigay (UMP) aux élections cantonales françaises de 2011.
L'année suivante, à 18 ans, il travaille pour la société Bygmalion pendant 3 à 4 mois, durant la campagne présidentielle de 2012 puis, aux législatives qui suivent, il y fait la connaissance de Jérôme Lavrilleux et devient l'apporteur d'affaires pour Bygmalion auprès des élus UMP qu'il connaît et assistant parlementaire de la députée européenne Françoise Grossetête.
En mars 2014, il est élu conseiller municipal de Feurs, auprès du maire depuis 2008, Jean-Pierre Taite, délégué au numérique et au service civique.
Trois mois après, il devient en août 2014 assistant parlementaire de Jérôme Lavrilleux, dont il est proche depuis sa rencontre avec Bastien Millot, aux côtés de Nicolas Legrain, ex-comptable du groupe UMP à l’Assemblée.
Il est nommé conseiller au cabinet du ministre de la Culture, Franck Riester, en 2018.
Il quitte ses fonctions en juin 2020 pour participer à la création du groupe Agir ensemble à l'Assemblée nationale, dont il devient secrétaire général en novembre.
Il démissionne en décembre 2021 pour s'engager auprès de la majorité présidentielle lors des élections régionales dans la Loire, où il est désigné tête de liste et échoue à parvenir au second tour avec 8,74% des voix.
Le 19 juin 2022, il est élu député de la première circonscription de la Loire avec 52,10 % des suffrages exprimés face à la représentante de la NUPES, Laetitia Copin.
Lors des élections législatives de 2024, il se représente, et se retire finalement entre le premier et le second tour.

## Controverses

### Affaire Bygmalion
En février 2014, une enquête du magazine Le Point fait éclater l'affaire Bygmalion, qui concerne principalement le financement de la campagne de l'élection présidentielle de 2012 à l'UMP, à laquelle a participé Quentin Bataillon lorsqu'il travaillait pour Bygmalion. 
Peu après, Jérôme Lavrilleux, ex-directeur de cabinet de Jean-François Copé et source des magistrats cette affaire Bygmalion, trouve une place sur la liste de l'UMP pour les élections européennes de juin.
Il est élu et prend Quentin Bataillon comme assistant, mais plusieurs membres du parti demandent sa démission et l'UMP engage une procédure d'exclusion à son encontre. 
En août, au conseil municipal de Feurs, le conseiller socialiste d'opposition Johann Cesa demande des explications publiques à Quentin Bataillon sur son travail à la société Bygmalion. 
« Pourquoi Quentin Bataillon a-t-il choisi de rejoindre Jérôme Lavrilleux (...) en plein scandale Bygmalion ? », demande la même année un article de France Bleu.

### Présidence de la commission d'enquête sur la TNT
En 2024, Quentin Bataillon se fait remarquer « pour louer l’émission TPMP et critiquer Yann Barthès » dans l'émission de son concurrent Cyril Hanouna, où il accepte en cadeau un t-shirt offert par Cyril Hanouna alors que tous deux ont été auditionnés par la commission d’enquête sur les fréquences de la télévision numérique terrestre (TNT) qu'il préside,,. 
La présidente de l’Assemblée nationale, Yaël Braun-Pivet, le rappelle à l’ordre dans un communiqué exigeant «du discernement» et de «la réserve» « afin de garantir la sérénité des travaux et la crédibilité des investigations ». 
Les chefs de file socialistes, génération.s et insoumis réclament sa démission de la présidence de la commission,, la députée Sophie Taillé-Polian saisissant le déontologue de l’Assemblée, tandis que seul Sébastien Chenu, vice-président du Rassemblement national le soutient. 
Quentin Bataillon reconnaît une maladresse et dit la regretter, excluant toute démission,.